# Miserden
Miserden – wieś w Anglii, w hrabstwie Gloucestershire, w dystrykcie Stroud. Leży 14 km na południowy wschód od miasta Gloucester i 140 km na zachód od Londynu.